# Saint-Just-Luzac
Saint-Just-Luzac és un municipi francès situat al departament del Charente Marítim i a la regió de la Nova Aquitània. L'any 2007 tenia 1.772 habitants.

## Demografia

### Població
El 2007 la població de fet de Saint-Just-Luzac era de 1.772 persones. Hi havia 684 famílies de les quals 161 eren unipersonals (90 homes vivint sols i 71 dones vivint soles), 252 parelles sense fills, 220 parelles amb fills i 51 famílies monoparentals amb fills.
La població ha evolucionat segons el següent gràfic:
Habitants censats

### Habitatges
El 2007 hi havia 888 habitatges, 699 eren l'habitatge principal de la família, 137 eren segones residències i 52 estaven desocupats. 817 eren cases i 52 eren apartaments. Dels 699 habitatges principals, 576 estaven ocupats pels seus propietaris, 98 estaven llogats i ocupats pels llogaters i 25 estaven cedits a títol gratuït; 3 tenien una cambra, 25 en tenien dues, 126 en tenien tres, 202 en tenien quatre i 344 en tenien cinc o més. 565 habitatges disposaven pel capbaix d'una plaça de pàrquing. A 303 habitatges hi havia un automòbil i a 347 n'hi havia dos o més.

### Piràmide de població
La piràmide de població per edats i sexe el 2009 era:
| Homes | Edats   | Dones |
| ----- | ------- | ----- |
| 0     | 95 o +  | 4     |
| 4     | 90 a 94 | 4     |
| 4     | 85 a 89 | 4     |
| 8     | 80 a 84 | 12    |
| 32    | 75 a 79 | 40    |
| 48    | 70 a 74 | 36    |
| 36    | 65 a 69 | 68    |
| 32    | 60 a 64 | 24    |
| 32    | 55 a 59 | 24    |
| 32    | 50 a 54 | 28    |
| 72    | 45 a 49 | 52    |
| 72    | 40 a 44 | 72    |
| 40    | 35 a 39 | 48    |
| 68    | 30 a 34 | 56    |
| 56    | 25 a 29 | 68    |
| 44    | 20 a 24 | 56    |
| 60    | 15 a 19 | 52    |
| 40    | 10 a 14 | 68    |
| 36    | 5 a 9   | 36    |
| 32    | 0 a 4   | 64    |

## Economia
El 2007 la població en edat de treballar era de 1.151 persones, 829 eren actives i 322 eren inactives. De les 829 persones actives 741 estaven ocupades (400 homes i 341 dones) i 88 estaven aturades (32 homes i 56 dones). De les 322 persones inactives 122 estaven jubilades, 69 estaven estudiant i 131 estaven classificades com a «altres inactius».

### Ingressos
El 2009 a Saint-Just-Luzac hi havia 705 unitats fiscals que integraven 1.744 persones, la mediana anual d'ingressos fiscals per persona era de 15.542 €.

### Activitats econòmiques
Dels 67 establiments que hi havia el 2007, 1 era d'una empresa extractiva, 2 d'empreses alimentàries, 2 d'empreses de fabricació d'altres productes industrials, 19 d'empreses de construcció, 22 d'empreses de comerç i reparació d'automòbils, 1 d'una empresa de transport, 5 d'empreses d'hostatgeria i restauració, 1 d'una empresa financera, 3 d'empreses immobiliàries, 2 d'empreses de serveis, 2 d'entitats de l'administració pública i 7 d'empreses classificades com a «altres activitats de serveis».
Dels 24 establiments de servei als particulars que hi havia el 2009, 2 eren tallers de reparació d'automòbils i de material agrícola, 3 paletes, 4 guixaires pintors, 7 fusteries, 2 empreses de construcció, 3 perruqueries, 2 agències immobiliàries i 1 saló de bellesa.
Dels 9 establiments comercials que hi havia el 2009, 2 eren botiges de menys de 120 m², 2 fleques, 1 una carnisseria, 1 una peixateria, 1 una botiga d'electrodomèstics, 1 un drogueria i 1 una floristeria.
L'any 2000 a Saint-Just-Luzac hi havia 25 explotacions agrícoles que ocupaven un total de 1.326 hectàrees.

## Equipaments sanitaris i escolars
L'únic equipament sanitari que hi havia el 2009 era una farmàcia.
El 2009 hi havia una escola elemental.

## Poblacions més properes
El següent diagrama mostra les poblacions més properes.